# SREBP

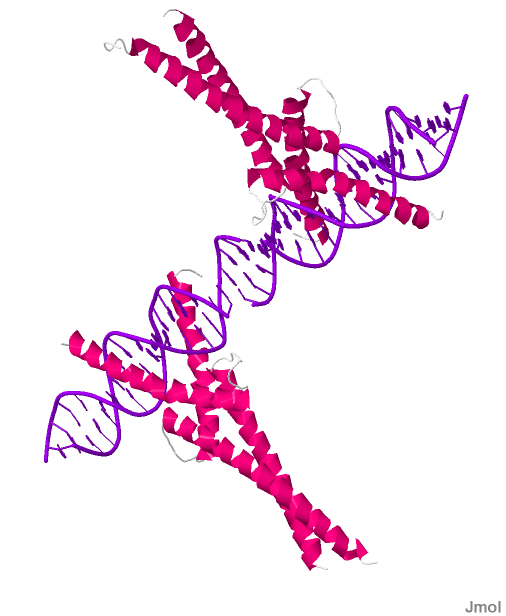
Deux SREBP-1a liés à un brin d'ADN.

Les protéines de liaison à l'élément de régulation des stérols, SREBPs (en anglais : Sterol regulatory element-binding proteins) sont des facteurs de transcription.

## Isoformes
Il existe 3 isoformes de SREBP chez les mammifères :
- SREBP-1a codé par le gène SREBP-1. Il est principalement exprimé dans la rate et l'intestin[2].
- SREBP-1c également codé par le gène SREBP-1. Il est très exprimé dans le foie et les tissus adipeux, et dans une moindre mesure dans les glandes surrénales, le cerveau et les muscles[2].
- SREBP-2 codée par le gène SREBP2.